# Comisión Nacional del Agua
La Comisión Nacional del Agua (CONAGUA) es un organismo administrativo desconcentrado de la Secretaría de Medio Ambiente y Recursos Naturales (SEMARNAT), cuya responsabilidad es administrar, regular, controlar y proteger las aguas nacionales en México. Dentro de su estructura se encuentra el Servicio Meteorológico Nacional (SMN). 
Fue creada por decreto del entonces presidente Carlos Salinas de Gortari en 1989.

## Logotipos

Logotipo durante la presidencia de Felipe Calderón (2006-2012)
Logotipo durante la presidencia de Enrique Peña Nieto (2012-2018)
Logotipo durante la presidencia de Andrés Manuel López Obrador (2018-2024)

## Historia
La Comisión Nacional del Agua es heredera de una gran tradición hidráulica. A lo largo de su historia, ha estado integrada por destacados profesionales y especialistas de diversas disciplinas, reconocidos internacionalmente por su dedicación y capacidad técnica.
Dentro de las instituciones que le antecedieron destacan: la Dirección de Aguas, Tierras y Colonización, creada en 1917; la Comisión Nacional de Irrigación, en 1926; la Secretaría de Recursos Hidráulicos, en 1946; y la Secretaría de Agricultura y Recursos Hidráulicos, en 1976.
Actualmente, la misión de la Comisión Nacional del Agua consiste en administrar y preservar las aguas nacionales, con la participación de la sociedad, para lograr el uso sustentable del recurso.
La Comisión considera que la participación de la sociedad es indispensable para alcanzar las metas que se han trazado en cada cuenca del país; ya que, entre otros aspectos, los habitantes pueden dar la continuidad que se requiere a las acciones planteadas.
Para el resguardo de su documentación, cuenta con el Archivo Histórico y Biblioteca Central del Agua.
Dentro de sus acciones principales se encuentran: apoyar a los Organismos de Cuenca y Direcciones Locales en la realización de las acciones necesarias para lograr el uso sustentable del agua en cada región del país, establecer la política y estrategias hidráulicas nacionales, integrar el presupuesto de la institución y vigilar su aplicación, concertar con los organismos financieros nacionales e internacionales los créditos que requiere el sector hidráulico, establecer los programas para apoyar a los municipios en el suministro de los servicios de agua potable y saneamiento en las ciudades y comunidades rurales y para promover el uso eficiente del agua en el riego y la industria.
Oficinas Centrales también establece la política de recaudación y fiscalización en materia de derechos de agua y permisos de descargas, coordina las modificaciones que se requieran a la Ley de Aguas Nacionales y apoya su aplicación en el país, elabora las normas en materia hidráulica, opera el servicio meteorológico nacional, mantiene una sólida y fructífera relación con el H. Congreso de la Unión, atiende a los medios de comunicación nacionales y se vincula con las dependencias federales para trabajar en forma conjunta en acciones que beneficien al sector hidráulico.

## Sede
Avenida Insurgentes Sur número 2416, colonia Copilco El Bajo, alcaldía Coyoacán, C.P. 04340, Ciudad de México

## Funciones
Según la Ley de Aguas Nacionales vigente, algunas de las atribuciones de la Comisión son:
- Ser el órgano superior en materia de la cantidad y de la calidad de las aguas y su gestión en el país
- Elaborar la política hídrica nacional y el Programa Nacional Hídrico y proponerlos al Ejecutivo Federal, así como dar seguimiento y evaluación a los mismos
- Elaborar programas especiales de carácter interregional e intercuencas en materia de aguas nacionales
- Emitir disposiciones en materia de aguas nacionales y de sus bienes públicos inherentes
- Atender los asuntos y proyectos estratégicos y de seguridad nacional en materia hídrica
- Formular y aplicar lineamientos técnicos y administrativos para priorizar inversiones en obras públicas federales de infraestructura hídrica
- Programar, estudiar, construir, operar, conservar y mantener las obras hidráulicas federales
- Fomentar y apoyar los servicios públicos urbanos y rurales de agua potable, alcantarillado, saneamiento, recirculación y reutilización de aguas; así como del desarrollo de sus sistemas
- Proponer al Presidente de la República el establecimiento de Distritos de Riego y en su caso, la expropiación de los bienes inmuebles correspondientes
- Regular los servicios de riego en distritos y unidades de riego en el territorio nacional, e integrar los censos de infraestructura, los volúmenes entregados y aprovechados, así como los padrones de usuarios, el estado que guarda la infraestructura y los servicios
- Administrar y custodiar las aguas nacionales; las playas y zonas federales en la parte correspondiente a los cauces de corrientes; los terrenos ocupados por los vasos de lagos, lagunas, esteros o depósitos naturales cuyas aguas sean de propiedad nacional; los cauces de las corrientes de aguas nacionales; las riberas o zonas federales contiguas a los cauces de las corrientes y a los vasos o depósitos de propiedad nacional; los terrenos de los cauces y los de los vasos de lagos, lagunas o esteros de propiedad nacional, descubiertos por causas naturales o por obras artificiales; las islas que existen o que se formen en los vasos de lagos, lagunas, esteros, presas y depósitos o en los cauces de corrientes de propiedad nacional, excepto las que se formen cuando una corriente segregue terrenos de propiedad particular, ejidal o comunal; y las obras de infraestructura hidráulica financiadas por el gobierno federal, como presas, diques, vasos, canales, drenes, bordos, zanjas, acueductos, distritos o unidades de riego y demás construidas para la explotación, uso, aprovechamiento, control de inundaciones y manejo de las aguas nacionales, con los terrenos que ocupen y con las zonas de protección
- Establecer las prioridades en lo concerniente a la administración y gestión de las aguas nacionales y de sus bienes nacionales inherentes
- Expedir títulos de concesión, asignación o permiso de descarga, reconocer derechos y llevar el Registro Público de Derechos de Agua
- Analizar y resolver los problemas y conflictos derivados de la explotación, uso, aprovechamiento o conservación de las aguas nacionales
- Celebrar convenios con entidades o instituciones extranjeras y organismos afines para la asistencia y cooperación técnica, intercambio de información, intercambio y capacitación de recursos humanos bajo los principios de reciprocidad y beneficios comunes
- Promover el uso eficiente del agua y su conservación en todas las fases del ciclo hidrológico
- Impulsar el desarrollo de una cultura del agua que la considere como recurso vital, escaso y de alto valor económico, social y ambiental
- Realizar periódicamente los estudios sobre la valoración económica y financiera del agua por fuente de suministro, localidad y tipo de uso
- Estudiar los montos recomendables para el cobro de derechos de agua, incluyendo el cobro por extracción de aguas nacionales, descarga de aguas residuales y servicios ambientales vinculados con el agua y su gestión
- Ejercer las atribuciones fiscales en materia de administración, determinación, liquidación, cobro, recaudación y fiscalización de las contribuciones y aprovechamientos conforme a lo dispuesto en el Código Fiscal de la Federación;
- Promover y propiciar la investigación científica y el desarrollo tecnológico, la formación de recursos humanos, así como difundir conocimientos en materia de gestión de los recursos hídricos, con el propósito de fortalecer sus acciones y mejorar la calidad de sus servicios, coordinado con el Instituto Mexicano de Tecnología del Agua;
- Proponer las Normas Oficiales Mexicanas en materia hídrica;
- Actuar con autonomía técnica, administrativa, presupuestal y ejecutiva en el manejo de los recursos que se le destinen y de los bienes que tenga
- Expedir las declaratorias de clasificación de los cuerpos de agua nacionales
- Participar en el Sistema Nacional de Protección Civil y apoyar en la aplicación de los planes y programas de carácter federal para prevenir y atender situaciones de emergencia, causadas por fenómenos hidrometeorológicos extremos
- Proponer al Ejecutivo Federal la expedición de Decretos para el establecimiento, modificación o extinción de Zonas de Veda y de Zonas Reglamentadas para la Extracción y Distribución de Aguas Nacionales y para su explotación, uso o aprovechamiento, así como Declaratorias de Reserva de Aguas Nacionales y de zonas de desastre
- Realizar las declaratorias de clasificación de zonas de alto riesgo por inundación y elaborar los atlas de riesgos conducentes
- Coordinar el Servicio Meteorológico Nacional y ejercer las funciones en dicha materia
- Mantener actualizado y hacer público periódicamente el inventario de las aguas nacionales, de sus bienes públicos inherentes y de la infraestructura hidráulica federal
- Integrar el Sistema Nacional de Información sobre cantidad, calidad, usos y conservación del agua
- En situaciones de emergencia, escasez extrema, o sobreexplotación, tomar las medidas necesarias para garantizar el abastecimiento del uso doméstico y público urbano

## Organización
Para el cumplimiento de sus obligaciones, la Comisión cuenta con un Consejo Técnico y un director general, que a su vez, cuenta con dos niveles de organización: uno nacional y otro regional hidrológico-administrativo.

### Consejo Técnico
Existe un Consejo Técnico responsable, entre otras tareas, de aprobar el presupuesto y las operaciones de la Comisión, aprobar los informes que presente el director general; nombrar y remover a propuesta del director general a los directores generales de los Organismos de Cuenca; aprobar los términos en que se podrán gestionar y concertar créditos y otros mecanismos de financiamiento; acordar la creación de Consejos de Cuenca y modificar los existentes. La Ley de Aguas Nacional establece que el Consejo Técnico está integrado por los titulares de:
- Secretaría de Medio Ambiente y Recursos Naturales, quien lo presidirá
- Secretaría de Hacienda y Crédito Público
- Secretaría de Desarrollo Social
- Secretaría de Energía
- Secretaría de Economía
- Secretaría de Salud
- Secretaría de Agricultura, Ganadería, Desarrollo Rural, Pesca y Alimentación
- Instituto Mexicano de Tecnología del Agua
- Comisión Nacional Forestal

Adicionalmente, a propuesta del Consejo Técnico, el Presidente de la República designa a dos representantes de los gobiernos de los estados y a un representante de una organización ciudadana relacionada con las funciones de la Comisión. El director general de la Comisión participa en las sesiones del Consejo con derecho a voz, pero no a voto.

### Director general
La Dirección General de la Comisión tiene un titular nombrado por el Presidente de México y cuenta con dos niveles de organización: uno nacional y otro regional hidrológico-administrativo. Los directores del organismo desde 1989 han sido:

### Unidades administrativas
A nivel nacional cuenta con las siguientes unidades administrativas:
- Subdirección General de Administración
- Subdirección General de Administración del Agua
- Subdirección General de Infraestructura Hidroagrícola
- Subdirección General de Agua Potable, Drenaje y Saneamiento
- Subdirección General Jurídica
- Subdirección General Técnica
- Coordinación General del Servicio Meteorológico Nacional
- Coordinación General de Comunicación y Cultura del Agua

### Organismos de cuenca
Los organismos de cuenca son los responsables de administrar y preservar las aguas nacionales en todas sus regiones hidrológicas-administrativas, cuenta cada uno con un director general y un Consejo Consultivo. Dichos organismos regionales son:
1. Península de Baja California
2. Noroeste
3. Pacífico Norte
4. Balsas
5. Pacífico Sur
6. Río Bravo
7. Cuencas Centrales del Norte
8. Lerma Santiago Pacífico
9. Golfo Norte
10. Golfo Centro
11. Frontera Sur
12. Península de Yucatán
13. Aguas del Valle de México